# 盧損
卢损（870年代？—953年10月12日），五代十国后梁、后唐、后晋、后汉、后周官员，出身范陽盧氏，后人在岭南为官。
他的父亲卢颖，在京师谋官。卢损年轻时学做文章，后梁开平初年，举进士，为人耿直，有高远志向。与任赞、刘昌素、薛钧、高总同年进士擢第，见面对骂，人称“相骂榜”。任赞、刘昌素居要职，卢损于是不和他们亲近。当时左丞李琪看不起刘昌素的为人，常优待卢损。李琪的妹妹瞎了一只眼，长年嫁不出去，于是嫁给卢损，卢损慕李琪之名，于是接受，李琪为相，卢损也升官。后梁贞明年间，官至右司員外郎。后唐天成初年，由兵部郎中、史馆修撰转任諫議大夫。多次上书言事，他的词理浅陋，不为名流赏识。清泰年间，卢文纪为相，暗中与卢损参议时政。长兴年间，李从珂镇守河中，卢损为加恩使副，李从珂即位，任命他为御史中丞。任命之日，以此前御史台不能振举纲领，使得风俗颓坏，于是条奏，里面有“平明打开锁，日出守正门”之语，被士人鄙视。因为误解赦书，错放罪人，停任。后晋天福年间，再为右散騎常侍，转秘书监，他表示失望，于是辞位，授户部尚书致仕，退居颍川。当时少保李鏻年将八十岁，善修炼长生，卢损以李鏻高龄有道术，非常羡慕。因为颍川靠近城市，于是改居阳翟，除茅种药，穿着山衣野服，在林圃之间逍遥，出门柴车鹤氅，自称具茨山人。晚年与同辈五六人，在大隗山中疏泉凿坯，作为隐居地，说不再出山，很久后，齿发不见衰老，似有所得。广顺三年九月初二己卯日（953年10月12日），卢损去世，时年八十余岁。赠太子少傅。